# Bataille de Bedriacum
 (mars 2009).
Si vous disposez d'ouvrages ou d'articles de référence ou si vous connaissez des sites web de qualité traitant du thème abordé ici, merci de compléter l'article en donnant les références utiles à sa vérifiabilité et en les liant à la section « Notes et références ».
La bataille de Bedriacum ou bataille de Bédriac ou bataille de Bedriac ou bataille de Crémone est le nom de deux batailles livrées en 69, l'année dite « Année des quatre empereurs », pour déterminer le successeur de l'empereur romain Néron. Elles ont lieu à Bedriacum (Bedriaco en italien) près de Crémone (Italie).

## Première bataille du 14 avril 69
La première bataille de Bedriacum eut lieu le 14 avril 69 à Bedriacum, près de Crémone, entre l’armée d'Othon et celle de Vitellius, deux prétendants au trône de l’Empire romain après la mort de Néron et de Galba.

### Le contexte et les préparatifs de la bataille
Le contexte de cette bataille est celui d'une guerre civile, l'année 69 est d'ailleurs désignée comme l'année des quatre empereurs du fait de la succession très rapide des proclamations et des déchéances. Othon avait en effet, grâce à l'aide de la garde prétorienne, fait assassiner son prédécesseur Galba, en janvier 69. Cependant dans le même temps, le légat Aulus Vitellius, gouverneur de Germanie inférieure, se fait proclamer empereur par ses troupes et fond sur Rome par les Alpes. Les forces de Vitellius sont dès lors séparées en deux armées : l'une, commandée par Aulus Cæcina Alienus, l'autre par Fabius Valens. Les légions commandées par Vitellius sont la XXI Rapax, la V Alaudæ, de nombreuses vexillations des légions stationnées sur le Rhin, ainsi qu'un fort détachement d'auxiliaires bataves, formant au total une armée de 70 000 hommes. Le détachement commandé par Cæcina arriva en Italie par le col du Grand Saint-Bernard (l'archéologie a par ailleurs mis au jour des traces de ce passage grâce à des ex voto de soldats remerciant Jupiter Pœnninus, vénéré au col, pour la sécurité de la traversée). Cæcina attaque Placentia mais est repoussé par la garnison fidèle à Othon, il se rabat finalement sur Crémone pour attendre le détachement de Valens.
Othon quitte Rome le 14 mars, et monte au nord de l'Italie pour affronter Vitellius, laissant à son frère, Titianus, la charge du gouvernement de la ville. Othon installe son camp à Brixellum. Ses forces sont composées des légions I Adiutrix, XIII Gemina, une avant-garde détachée de la XIII Gemina, la garde prétorienne, ainsi qu'une force composée de gladiateurs. Son état-major comprend alors Gaius Suetonius Paulinus, général célèbre pour avoir franchi le premier l'Atlas et avoir défait Boadicée quelques années auparavant, mais Othon prend le parti de faire venir de Rome Titianus pour être commandant en chef de l'armée. Avant même l'arrivée de ce dernier, différentes escarmouches éclatent : Cæcina tente une embuscade en un lieu appelé Locus Castorum, à mi-chemin entre Bédriac et Crémone, sur la via Postumia. Cependant, l'information fuite et les Othoniens prennent la place avant exécution du plan, causant une première retraite de Cæcina vers Crémone, où il fait la jonction avec Valens, arrivé après avoir emprunté une route plus longue par les Gaules.

### La bataille

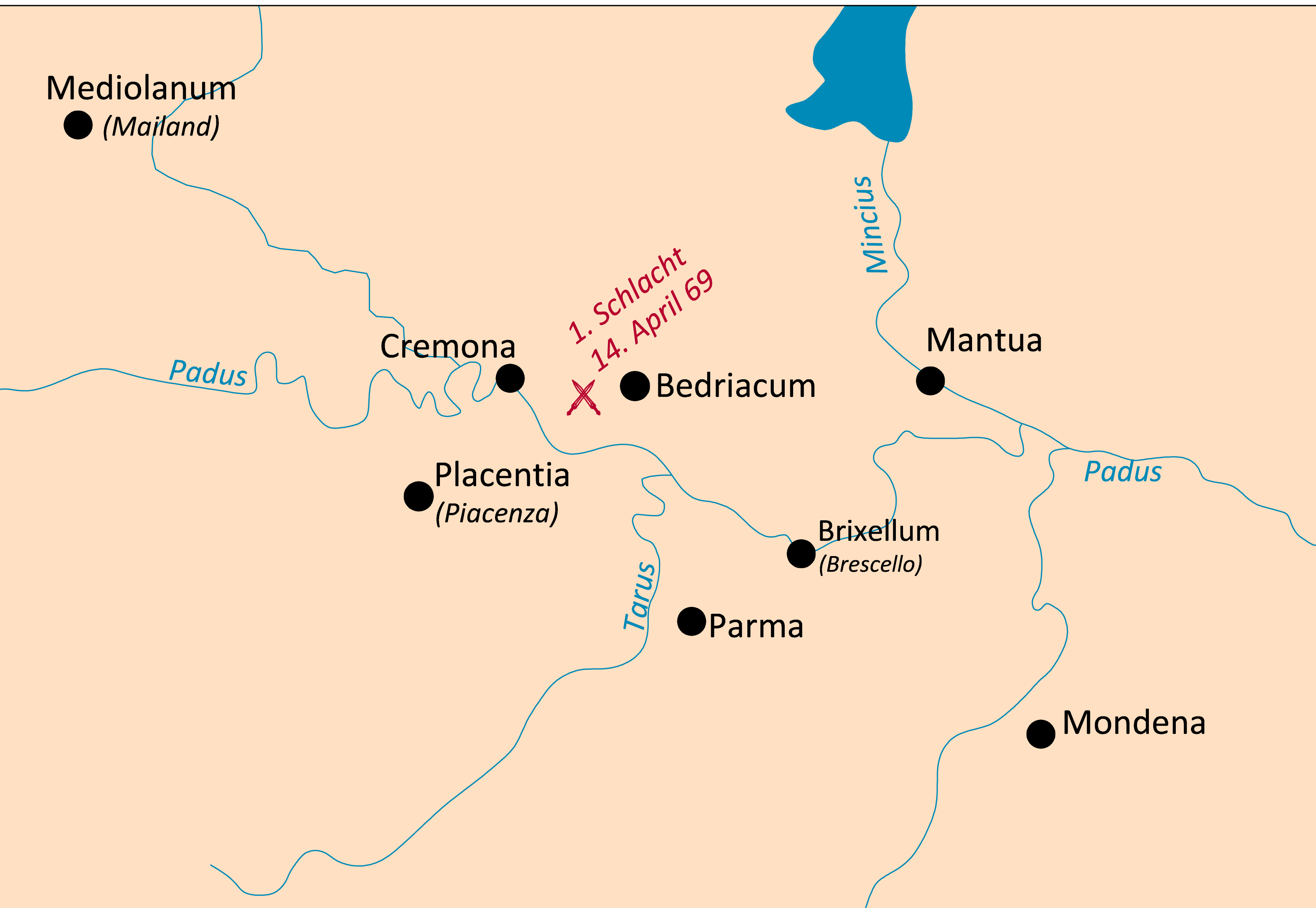
Localisation de la bataille et des principaux lieux de son déroulement.

Titianus arrivé auprès d'Othon, il prend le commandement et décide de marcher contre Crémone, contre l'avis de Paulinus et des autres généraux, désireux d'attendre d'autres légions dont on savait qu'elles étaient en route. Othon décide de rester en personne à Brixellum pour attendre le dénouement. Le 14 avril, les deux armées se rencontrent sur la via Postumia, plus près de Crémone que de Bédriac. Les troupes othoniennes sont alors déjà fatiguées par la longue marche. Le combat le plus intense semble avoir eu lieu entre la I Adiutrix othonienne, récemment levée sur les effectifs des marins de la classis ravenna (flotte militaire stationnée à Ravenne), et la XXI Rapax vitellienne. La Legio I Adiutrix semble avoir brillamment combattu, capturant l'aigle de la XXI. Ailleurs sur le champ de bataille, la XIII Gemina est écrasée par l'Alaudæ de Vitellius ; dans le même temps la Legio I Adiutrix se retrouve flanquée par les auxiliaires bataves, et décide de battre en retraite. Selon Dion Cassius, la bataille fit 40 000 morts. Les troupes othoniennes fuient vers Bédriac et se rendent le lendemain à Vitellius, lui prêtant serment d'allégeance. La nouvelle de la défaite parvient à Brixellum où Othon est stationné. Ses dernières troupes l'exhortent à poursuivre le combat, grâce aux autres légions censées arriver. Othon décide cependant de se donner la mort plutôt que de causer d'autres pertes à l'armée. Son règne s'achève en moins de trois mois. Vitellius arrive à son camp, en ami, désireux de faire cesser les hostilités, puis poursuit sa marche vers Rome, où il fait une entrée triomphale (adventus) et est reconnu empereur par le sénat.

## Entrefaites
Vitellius devenu empereur, la situation semble se stabiliser. Cependant, dans le même temps, les légions qui se trouvaient en Orient acclamèrent le général Titus Flavius Vespasianus empereur. Vespasien avait été envoyé dans la région par Néron avec un fort contingent pour combattre les forces judaïques dans la Première Guerre judéo-romaine, qui avait éclaté en 66. Mis au fait des événements successifs à la mort de Néron, Vespasien se mit d'accord avec le gouverneur de la Syrie, Gaius Licinius Mucianus, et envoya une force composée de vexillations des légions judaïques et syriennes en Occident, aux ordres de Mucien.
Avant que les légions ne rejoignent Rome, les légions aux confins du Danube, postées en Rhétie et Mésie, acclamèrent Vespasien empereur : la Legio III Gallica, Legio VIII Augusta et Legio VII Claudia avaient soutenu Othon, mais n’avaient pas pu intervenir avant sa défaite à Bedriacum, et avaient accepté Vitellius empereur. Pourtant, sachant la candidature de Vespasien, ces légions abandonnèrent Vitellius, convainquant jusqu’à deux autres légions, la Legio VII Gemina et la Legio XIII Gemina de soutenir le général de l’armée orientale. La XIII avait une autre bonne raison pour contrarier Vitellius, en tant que vaincus à Bedriacum, ses légionnaires avaient été chargés de construire des amphithéâtres pour les deux généraux vainqueurs, Fabius Valens et Alienus Cæcina, par punition. Les légions danubiennes, commandées par le légat de la Galbiana Antonius Primus, marchèrent sur Rome, anticipant les légions de Mucien qui étaient encore loin.
Averti de l’arrivée d'Antonius, Vitellius envoya à son encontre une armée composée des légions Legio XXI Rapax, Legio V Alaudæ, Legio I Italica et Legio XXII Primigenia, plus des unités (vexillationes) de sept autres légions et troupes auxiliaires, au commandement de Cæcina (Valens était resté à Rome bloqué par une maladie).
Les premières légions d’Antonius rejoignirent Vérone, mais Cæcina, bien qu’en supériorité numérique et prié d’attaquer, refusa de livrer bataille. Celui-ci avait décidé en fait, avec l’approbation du commandant de la classis Ravennatis (en) (la flotte de Ravenne), Lucilius Bassus, de passer du côté de Vespasien. Les troupes de Vitellius se refusèrent à abandonner leur propre empereur et emprisonnèrent Cæcina. Ils décidèrent donc de se mouvoir sur Crémone sans attendre l’arrivée, depuis Rome, de Valens désormais guéri. Antonius aussi, qui se trouvait à Bedriacum, manda à Crémone une unité de cavalerie.

## Seconde bataille de Bedriacum du 24 octobre 69
La seconde bataille de Bedriacum se déroula le 24 octobre 69 (l'année des quatre empereurs) entre les forces de deux prétendants au trône de l’Empire romain : Vitellius et Vespasien. En raison de la défaite de Vitellius, Vespasien monta sur trône, inaugurant ainsi la dynastie des Flaviens.

### La bataille
La cavalerie d’Antonius rencontra l'avant-garde de Vitellius entre Crémone et Bedriacum (24 octobre) et, rejointe par les légions, avait l’avantage sur les forces de Vitellius, qui furent obligées de se retirer à Crémone. Antonius décida de profiter de la situation en avançant le long de la via Postumia vers Crémone, mais rencontra le gros des forces de Vitellius, renforcées par la Legio IIII Macedonica toutefois encore sans commandant (Valens étant toujours à Rome).
La bataille fut très dure et dura toute la nuit, jusqu’à l’aube du 25. La Legio VII Galbiana, la légion d'Antonius, subit de lourdes pertes. Elle abandonna même quelque temps sa propre aquila (aigle), jusqu’à ce qu’un centurion ne se sacrifie pour la récupérer. Peu à peu les troupes d'Antonius prirent le dessus, obtenant la victoire à l'aube.
La Legio III Gallica avait servi en Syrie et nombre de ses soldats avaient accepté le culte local de la divinité solaire. Au moment où le soleil se leva, les soldats se tournèrent vers l’orient pour le saluer, selon l'usage propre aux dévots : les troupes de Vitellius, croyant que les hommes de la Gallica saluaient l’arrivée des renforts, se découragèrent et furent repoussées jusque dans leur camp. Antonius conquit le camp ennemi et attaqua directement Crémone : la cité se rendit, mais cela ne la sauva pas de l’incendie provoqué par les vainqueurs.

### Conséquence
La victoire à Bedriac, où six mois plus tôt avait été décrétée l’accession au trône de Vitellius, permit à Vespasien de devenir empereur. Antonius, avança sur Rome, où il fit prisonnier Vitellius, qui fut tué quelque temps après.